# Dominica ai Giochi della XXXI Olimpiade
La Dominica ha partecipato ai Giochi della XXXI Olimpiade, che si sono svolti a Rio de Janeiro, Brasile, dal 5 al 21 agosto 2016, con una delegazione di due atleti impegnati nell'atletica leggera. Portabandiera alla cerimonia di apertura è stato il triplista Yordanys Durañona, alla sua prima Olimpiade.
Si è trattato della sesta partecipazione di questo paese ai Giochi estivi. Così come nelle precedenti edizioni, non sono state conquistate medaglie.